# Ultra-Bewegung

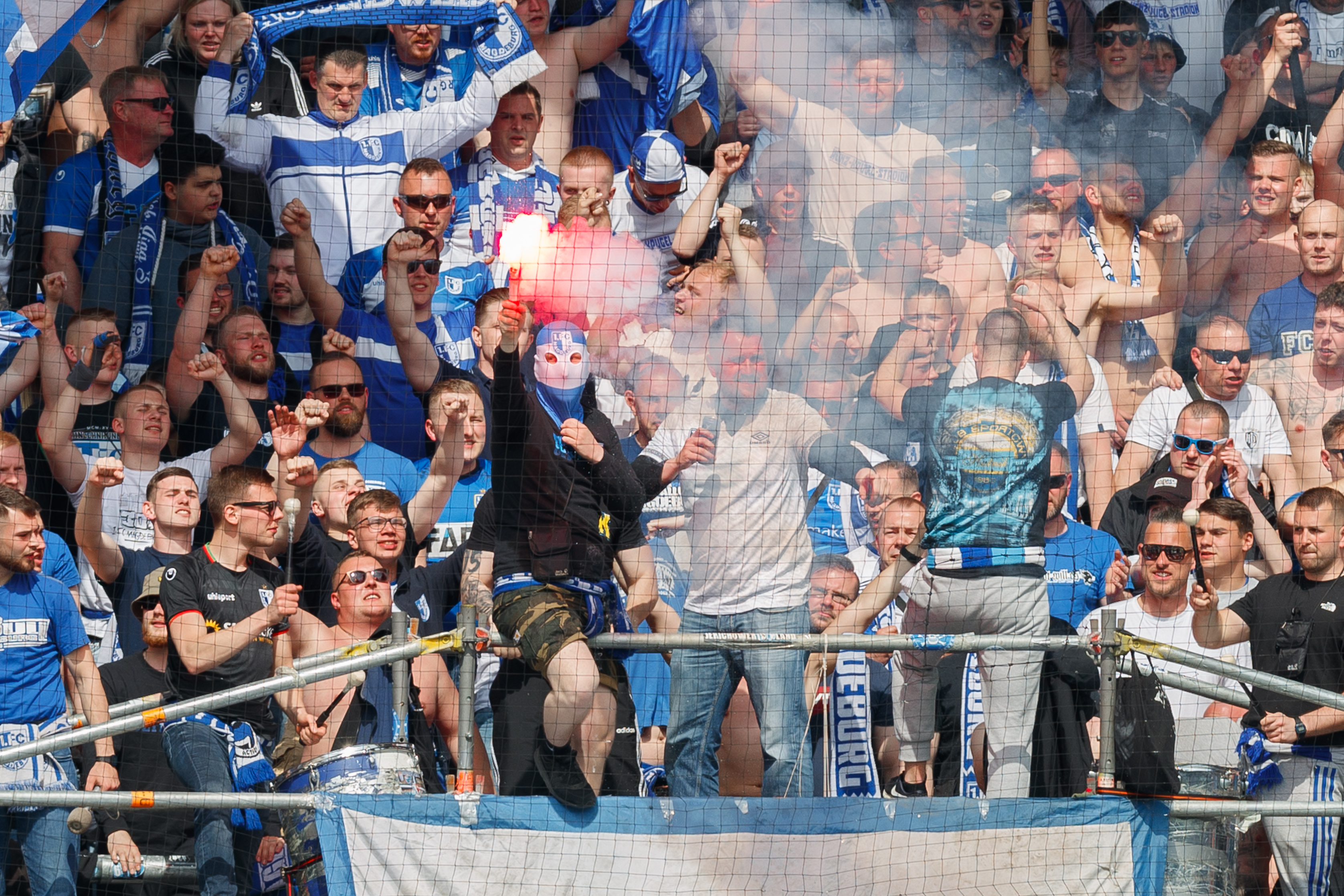
Ultras mit Pyrotechnik in Deutschland

Die Ultra-Bewegung bezeichnet eine besondere Organisationsform von Fans eines Fußballvereins, die sich mittlerweile auch auf andere Sportarten übertragen hat. In der Regel sehen sie sich als Kern der jeweiligen Fanszene. Die meisten Ultra-Gruppen haben Vertreter, die im Namen der Gruppe mit dem unterstützten Verein kommunizieren, zum Beispiel um Lagerräume für Fahnen oder Eintrittskarten für Auswärtsspiele zu organisieren. Viele Ultras lehnen die zunehmende Kommerzialisierung im Profisport ab und tragen in der Regel keine als Werbeträger genutzten Trikots des unterstützten Vereins.
Bei den Ultras handelt es sich um eine heterogene Bewegung. National und zwischen den jeweiligen Szenen unterscheiden sie sich teils hinsichtlich der Altersstruktur, der Art der Unterstützung, der politischen Überzeugungen und der Akzeptanz von Gewalt. Für internationales Aufsehen sorgte die Beteiligung von Ultras am Arabischen Frühling und bei den Protesten in der Türkei 2013.

## Aktivitäten
Bei Ultras handelt es sich um fanatische Anhänger, deren Ziel es ist, ihren Verein auf möglichst kreative Weise zu unterstützen. Dies versuchen sie meist mit akustischen Mitteln wie Trommeln, Gesängen, Megaphonen und visuellen bzw. optischen Mitteln wie Fahnen, Choreographien, Bannern, Pyrotechnik bzw. bengalische Feuer und Konfettiregen. Akustische Aktionen werden in den meisten Fällen von einem oder mehreren sogenannten Capos geleitet, die für die akustische Unterstützung zuständig sind und ihn in den Fankurven organisieren. Der Capo koordiniert die Fangesänge meist mithilfe eines Megaphons.
Ultras stehen der Vereinsführung in der Regel kritischer gegenüber als andere Fans. Für sie stehen Themen wie der Erhalt der Fan-Kultur und der Identität oft im Konflikt zu Entscheidungen der Verantwortlichen der Vereine, die die Ultras als wirtschaftlich motiviert bewerten bzw. als „Kommerzialisierung des Sports“ kritisieren.
Ein weiteres wichtiges Thema ist der Protest gegen das als Willkür und Repression empfundene Vorgehen von Polizei und Ordnern gegen Fußballfans aller Couleur, oftmals mit Sprechchören wie z. B. „All Cops Are Bastards – A.C.A.B.!“ oder in Deutschland mit „Fußballfans sind keine Verbrecher“. Besonders bei diesem Thema gibt es einen großen Zusammenhalt zwischen Ultra-Gruppierungen eigentlich rivalisierender Vereine. So bekundeten im Frühjahr 2008 mehrere Gruppen ihre Solidarität mit den Ultras Gelsenkirchen. Einige Spieltage zuvor waren bei einem Großeinsatz der Polizei an einem Fan-Treffpunkt der Schalker die Daten von 190 Personen aufgenommen worden. Protestaktionen richten sich auch gegen die den Ultras zufolge oft ungerechtfertigten Stadionverbote.
Bei politischen Konflikten haben Ultra-Gruppen Stellung bezogen. So beteiligten sich die Ultras Al-Ahlawy des ägyptischen Vereins al Ahly Kairo, die Ultras White Knights von Zamalek SC und andere Ultra-Gruppen an der Revolution in Ägypten 2011. Sie traten als Verteidigung der Aufständischen des Tahrir-Platz gegenüber der Polizei auf. Darüber hinaus beteiligten sie sich auch an der Aufrechterhaltung der Infrastruktur der besetzten Plätze und an Graffiti. Im Februar 2012 wurden Fans und die Ultras Al-Ahlawy nach einem Fußballspiel angegriffen, was zu vielen Toten führte. Es wird vermutet, dass dieser Angriff von Revolutionsgegnern gesteuert wurde.
An den Protesten auf dem Taksim-Platz in Istanbul beteiligten sich Ultra-Gruppierungen der Vereine Fenerbahçe Istanbul, Galatasaray Istanbul und Beşiktaş Istanbul.
In der Ukraine waren im Rahmen der Euromaidan-Proteste Ultra-Gruppierungen verschiedener Vereine der Premjer-Liha an den (zum Teil gewalttätigen) Aktionen aktiv beteiligt.
Jedoch agieren viele Ultra-Gruppierungen „unpolitisch“ in dem Sinne, dass sie sich auf Sportpolitik sowie Politik, die sich auf die Fankultur direkt auswirkt, beschränken und allgemeinpolitisches Engagement ablehnen.
Viele Ultra-Gruppierungen pflegen Freundschaften zu Gruppierungen anderer Vereine und unterstützen sich oft gegenseitig.

## Gruppenstruktur
Die Struktur von Ultragruppierungen in Deutschland kann sich stark unterscheiden und liegt im individuellen Ermessen der jeweiligen Gruppe. Viele Gruppen orientieren sich allerdings an den traditionellen Gruppen in Italien, wobei auch der Einfluss osteuropäischer Strukturen bemerkbar ist.
Ultragruppen italienischen Stils sind in der Regel wie folgt strukturiert:
- Direttivo (italienisch für Vorstand bzw. Leitung); Die gewählten Anführer der Ultragruppe. Die Anzahl schwankt in der Regel zwischen 2 und 10 Mitgliedern. Als Anführer vertreten sie die Gruppe gegenüber Außenstehenden und bestimmen den Kurs der Ultragruppe. Häufig, aber nicht immer, ist der Capo (Vorsänger) Teil des Direttivos.
- Membri (italienisch für (Stamm-)Mitglieder): feste, in die Gruppenstrukturen eingebundene Mitglieder, die häufig wichtige Aufgaben innerhalb der Gruppe wahrnehmen (Verkauf von selbst produzierten Fanartikeln, Schreiben des Spieltagflyers bzw. Kurvenhefts, Organisation der Auswärtsfahrten, Anschaffung der Choreographiematerialien etc.)
- Membri Convogliatori (italienisch für (Förder-)Mitglieder): In der Regel für Interessierte der erste Anlaufpunkt um in die Gruppe aufgenommen zu werden. Als Fördermitglied zahlt man monatlich bzw. jährlich den Gruppenbeitrag und darf an verschiedenen Aktivitäten der Gruppe teilnehmen, allerdings sind sie keine vollwertigen Mitglieder und dürfen in der Regel das Direttivo nicht wählen.
- Gruppo Juniores (italienisch für Nachwuchsgruppe): Für Jugendliche, die ein Alter unter dem Mindestalter für die Aufnahme als Mitglied haben (in der Regel unter 16 oder 18) und trotzdem am Gruppenleben teilhaben wollen. Häufig werden sie bei Erreichen des Mindestalters in die Gruppe aufgenommen.

## Geschichte der Bewegung

### Die Anfänge (1950 bis 1960)
Die Ultra-Bewegung hat ihre Wurzeln in Italien der frühen 1950er und 1960er, als sich erstmals „Fußballverrückte“ in Gruppen zusammenschlossen, um ihre jeweiligen Lieblingsmannschaften gemeinsam organisiert zu unterstützen. Der Name der Bewegung geht angeblich auf eine italienische Zeitung zurück, die Anhänger des AC Torino als „Ultra“ bezeichnete, als diese nach einer 2:3-Niederlage einen Schiedsrichter bis zum Flughafen verfolgten. Ultra ist ein lateinisches Wort und bedeutet auf Deutsch darüber hinaus.
Welche Ultragruppierung genau die erste Gruppe war, lässt sich nicht genau feststellen und wird bis heute in der Ultraszene heftig diskutiert.
Die Ultras Fedelissimi Granata (gegründet 1951) aus Turin und Ultras Sant Alberto aus Genua dürften aber auf jeden Fall zu den ersten Ultras in Italien zählen. Beide kamen aus wichtigen Städten der Arbeiterbewegung und übernahmen die Fahnen, Trommeln, Transparente, Megafone und Pyrotechnik der Demonstrationen in jener aufgeheizten politischen Zeit in Italien und brachten diese mit in die Stadien.
Ebenfalls den Titel als erste Ultragruppierung Europas beansprucht die Torcida 1950 vom Verein Hajduk Split aus Kroatien, welche sich allerdings nach dem Vorbild der brasilianischen Torcidas gründete (siehe auch Abschnitt; ähnliche Subkulturen) und sich erst später der Ultrabewegung zugewandt hat.

### Etablierung der Bewegung in Italien und Entwicklung der „Ultra-Mentalität“ (1960er Jahre)
Nach dem Vorbild aus Genua und Turin gründeten sich landesweit Ultragruppen, wenngleich diese in der Anfangszeit eher normalen Supportern glichen. Als erste Gruppe, die sich selber ein Manifest auflegte und den Ultragedanken mit Leben und Regeln füllte, gelten die Fossa dei Leoni des AC Mailand, die sich 1968 gründeten und deren Mentalität sich mehrere Gruppen in Italien und bis heute weltweit zum Vorbild nehmen.
Nach dem Manifest der Fossas sollten Ultras unter anderem autonom von Vereinen, Verbänden, Polizei und anderen Autoritäten sein und um die Eigenständigkeit zu schützen, sich selbst finanzieren durch Mitgliedsbeiträge und Spenden.
In Griechenland gründete sich 1966 mit der Gate 13 des Hauptstadtklubs Panathinaikos Athen eine der ersten Ultragruppen außerhalb Italiens.

### Höhepunkte der Ultras in Italien und Ausbreitung der Bewegung in andere Länder (1970er und 1980er Jahre)
Die Ultrabewegung entwickelte sich ab den 1970er Jahren immer mehr zur Massenbewegung. Da der italienische Staat Mühe hatte zu dieser Zeit die öffentliche Ordnung auf den Straßen zu gewährleisten und die politischen Auseinandersetzungen immer bürgerkriegsähnlicher wurden, hatten die Ultras zu dieser Zeit freie Hand auf den Tribünen und konnten sich ungestört entwickeln. Einige Gruppierungen erreichten Mitgliederzahlen von mehr als 10.000 Mitgliedern.
Bekannte Gruppen jener Zeit sind neben den Fossa dei Leoni und den Granata Torino die Black & White Fighters Storico 1977 (Juventus Turin), die Commando Ultras Napoli 1972 (SSC Neapel), Boys S.A.N. 1969 (Inter Mailand), Collettivo Autonomo Viola (AC Florenz), BNA Atalanta (Atalanta Bergamo), Brigate Gialloblu 1971 (Hellas Verona), Commando Ultra Curva Sud (AS Rom) und viele weitere.
In Spanien entstand mit der Biris Norte in Sevilla 1975 die erste Ultragruppe Spaniens. Bald breitete sich die Bewegung auch in Spanien aus.
Ebenso gründete sich 1976 die erste Ultragruppierung Portugals, die Juventude Leonida von Sporting Lissabon.
Auch in Griechenland verbreitete sich die Bewegung in den 1970ern stark und es wurden bekannte Gruppen wie Gate 4 (PAOK Saloniki), Gate 7 (Piräus) oder Super 3 (Aris Saloniki) gegründet.
In Frankreich entstanden in Marseille und Paris die ersten Gruppen in den 1980er Jahren.
Im deutschsprachigen Raum waren die Fortuna Eagles Supporters 1986 von Fortuna Köln die ersten, zwei Jahre später entstand die erste österreichische Ultragruppe, die Ultras Rapid 1988.

### Ausbreitung in Europa und Stagnation in Italien (1990er Jahre)
In Italien kam es in den 1990er Jahren zu einer Stagnation der Bewegung, da der italienische Staat härter gegen Ultras vorging und es auf den Tribünen zu politischen Flügelkämpfen zwischen Ultragruppen kam. Auch die in Italien omnipräsente Mafia versuchte ab jener Zeit ihren Einfluss auf einige Ultragruppen auszubauen.
Auch in Spanien entwickelte sich die Situation zunehmend negativ für die Ultras, da sie ab den späten 1980er Jahren sich stark mit der Kultur der Skinheads vermischte und häufig deren politische Radikalität übernahmen.
Für die deutsche, österreichische und schweizerische Szene gelten die 1990er Jahre als Gründungs- und Experimentierphase.
Durch die Öffnung des Eisernen Vorhangs verbreiteten sich Ultras auch in osteuropäische Länder, wobei hier noch mindestens bis zur Jahrtausendwende die Hooligan-Gruppierungen einen größeren Zulauf zu verzeichnen hatten.

### Boom in Europa und Anfänge außerhalb Europas (2000er Jahre)
Ab den 2000ern wuchsen insbesondere im deutschsprachigen Raum Ultragruppen explosionsartig und auch in vielen anderen europäischen Ländern wuchs die Bewegung.
Währenddessen kam die italienische Bewegung spätestens mit dem Tod des Polizisten Filippo Raciti 2007 stark in Bedrängnis.
Gleichzeitig lösten sich viele bekannte Ultragruppen, die die italienische Ultraszene geprägt haben, auf und es kam zu einem drastischen Mitgliederschwund.
In Nordafrika gründeten sich bereits in Tunesien Ende der 1990er erste Ultragruppen. In den 2000er Jahren entstanden in ganz Nordafrika, in vielen Ländern im Nahen Osten, in den USA, Kanada, Australien, Japan, Südkorea, China, Vietnam, Indonesien, Indien, Thailand und einigen weiteren Ländern erstmals Ultragruppen.
Zuerst belächelt und von europäischen Ultras nicht ernst genommen, wuchsen die dortigen Ultraszenen stetig.

### Boom in nicht-europäischen Ländern und Erholung der italienischen Szene (ab 2010)
Durch das Internet ergaben sich für die Ultraszenen weltweit neue Möglichkeiten des Austauschs und des gegenseitigen Vergleichs. Insbesondere Youtube wurde in den Ultraszenen sehr populär, um die Choreographien, Pyroshows etc. aus anderen Ländern oder Szenen zu betrachten und auch häufig zu kopieren. Insbesondere in Nordafrika entwickelt sich die Ultraszene seit den 2000er Jahren rasant zu einer ähnlichen Massenbewegung wie in Italien in den 1980er Jahren, teilweise auch mit starkem politischen Einfluss, wie die Ereignisse in Ägypten 2011 zeigten.
Währenddessen erholte sich die italienische Ultraszene, gegen die ab 2007 eine Reihe von Gesetzen erlassen wurden, wieder. Sie bleibt aber seither hinter ihren Hochzeiten der 1980er Jahre zurück, als die italienische Ultraszene mehr als 200.000 Mitglieder zählte.

## Abgrenzung zu Hooligans

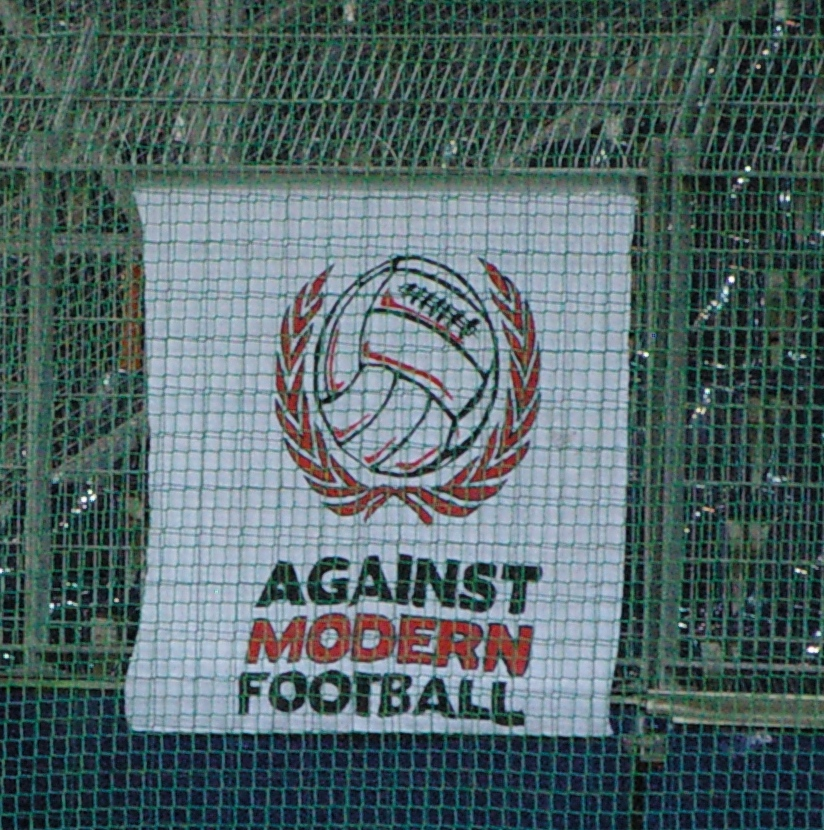
Ultras Hapoel Tel Aviv

Während bei Hooligans die gewalttätige Auseinandersetzung mit anderen Gruppen im Vordergrund steht und Fußballspiele oft nur einen Anlass dazu bieten, steht bei Ultras der Sport im Vordergrund; allerdings sind bei manchen Ultra-Gruppierungen Schlägereien und Krawalle ein akzeptiertes Mittel der Durchsetzung von Faninteressen und der Auseinandersetzung mit gegnerischen Fan-Gruppen. Aus diesem Grund werden die Ultras in Medien und öffentlicher Wahrnehmung oft mit ‚Hooligans‘ bzw. mit Gewaltbereitschaft assoziiert. Ein großer Teil der deutschen Ultraszene betont jedoch, dass man sich nicht als ‚Gewalt suchend‘ definiere. Allerdings setze man sich bei körperlichen Übergriffen auf die eigene Gruppe entsprechend zur Wehr. Viele Ultragruppierungen in Deutschland beklagen auch, dass die Polizei zunehmend versuche, ihnen ein Stigma der Gewaltbereitschaft anzuheften, da diese nach dem Zerfall der klassischen Hooliganszene nun ein neues Betätigungsfeld im Rahmen von Fußballspielen brauche.
Das Stehlen von gegnerischen Fanutensilien, insbesondere von Schals und Fahnen, kann Schlägereien auslösen. Die Zaunfahne ist bei vielen Gruppen das Herzstück; sie repräsentiert die jeweilige Gruppe und zeigt die Präsenz, ein Verlust stellt somit eine symbolische Niederlage dar und hat oft die komplette Auflösung der Gruppe zur Folge.
Das Verhältnis zwischen Hooligans und Ultras war eine Zeit vornehmlich in Deutschland schwierig. Zeitweise gab es in vielen Städten regelrechte Revierkämpfe zwischen den beiden Subkulturen. Mittlerweile sind die Ultras daraus als die dominante Subkultur hervorgegangen und viele Alt-Hooligans haben sich mit den Ultras inzwischen arrangiert. In jüngerer Zeit ist bei einem Teil der Ultras eine gewisse Radikalität zu beobachten, die unter anderem vom Fanforscher Gunter A. Pilz als Hooltras bezeichnet wird. Es handelt sich dabei um Ultras, die sich selber als solche sehen, aber teilweise wie Hooligans agieren. Ein bekanntes Beispiel dafür ist die mittlerweile aufgelöste Gruppe 0231 Riot (Borussia Dortmund), die von einigen als Wegbereiter für diesen Typus betrachtet wird.

## Ähnliche Subkulturen (Barra Brava und Torcida)
In Argentinien entstanden die Barras Bravas und in Brasilien die Torcidas unabhängig von der aus Italien stammenden Ultra-Bewegung.
Mit der Gründung der La Guardia Imperial im Umfeld des Racing Club entstand 1958 die erste Barra, die bald Nachahmer in ganz Argentinien fand.
Die Barras haben besonders in Argentinien eine nahezu totale Kontrolle über die Vereinspolitik und verdienen unter anderem bei Spielertransfers jedes Jahr hunderttausende Euro. Auch durch Geldwäsche und Drogenhandel, welcher durch die Korruption im Polizei- und Staatsapparat unterstützt wird.
Über die Jahre entstanden in ganz Südamerika (außer dem Großteil von Brasilien) und in Mittelamerika Barra Bravas, auch wenn diese die Bedeutung der argentinischen Barras nicht erreichen.
Die Torcidas in Brasilien entstanden in den 1920er und 1930er Jahren und verbreiteten sich anschließend in ganz Brasilien.
Die Torcidas zeichnet anders als europäische Ultragruppen aus, dass sie nahezu jeden jedes Alters, jedes Geschlechts, jeder Hautfarbe aufnehmen und so viele Gruppen mehr als 20.000 (z. T. sogar 50.000) Mitglieder haben. Die Mitglieder identifizieren sich häufig stärker mit der Torcida als mit der Fankurve, die sie sich z. T. mit anderen Torcidas teilen, mit welchen sie sogar zum Teil verfeindet sind. Aufgrund dessen singt häufig jede Torcida für sich ihre Fanlieder.
Viele Torcidagruppen stellen auch eigene Samba-Schulen für den lokalen Karneval.

## Kritik

### Kritik innerhalb der Fußballfanszene
Ein Kritikpunkt an den Ultras ist, dass durch die vorgegebenen Gesänge des „Capos“ die Spontanität, also der Bezug zum aktuellen Spielgeschehen, verloren geht. Dieser Aspekt und jener, dass Ultras eher Gesängen als kurzen Schlachtrufen zugeneigt sind, führe nicht zum gewollten „Pushing“ der eigenen Mannschaft.
In vielen Fanszenen spielen die Ultras allein schon deswegen eine dominante Rolle, weil es keine weiteren Gruppierungen gibt, die ihnen ihren Status streitig machen könnten. Das daraus resultierende Missverständnis, die Ultras hätten einen Alleinvertretungsanspruch der Kurve und Befehlsgewalt über den Fanblock, führt immer wieder zu Konflikten zwischen Ultras und unorganisierten Fans. So kommt es gelegentlich auch zu Auseinandersetzungen innerhalb einer Kurve. Auslöser dafür sind oft Rufe von Personen, die verlangen, dass die Ultras z. B. die Fahnen am Boden halten sollen (da diese die Sicht versperren).

### Gewalttätigkeit und unerlaubte Pyrotechnik
Ultras stehen auch in der Kritik wegen körperlicher Angriffe, des Diebstahls von Fanmaterial wie Fahnen oder Schals oder der Einschüchterung von Nicht-Ultras. Daneben ernten Ultras auch Kritik für das Abbrennen von Pyrotechnik (Feuerwerkskörper, bengalische Feuer etc.), das in Deutschland wegen der Gefahr für unbeteiligte Umstehende verboten ist und entsprechend verfolgt wird.

## Verbreitung in Europa

### Italien

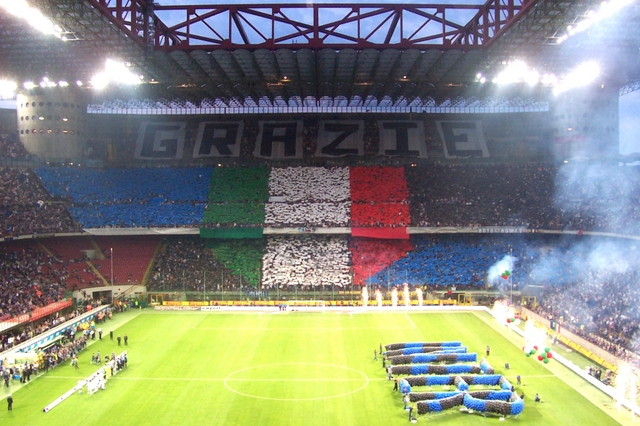
Choreographie der Curva Nord von Inter Mailand

Die mitgliederstärksten Jahre der italienischen Ultra-Bewegung waren die 1980er Jahre. Z. B. hatte die Gruppierung Drughi Bianconeri (Juventus Turin) zwischenzeitlich mehr als 10.000 Mitglieder. Auch um 2010 gab es einige Gruppen, die mehr als 10.000 Mitglieder hatten. Einige bekannte Gruppen waren damals Irriducibili Lazio, Ultras Granata, Brigate rossonere Milan, Brescia MU 1911, Curva Nord Bergamo. Bekannte Gruppierungen, die die italienische Ultra-Mentalität geprägt haben, haben sich wegen der andauernden Repression seitens der Lega Calcio und der Polizei aufgelöst; genannt seien: Brigate Gialloblu 71 Verona, Bna Atalanta, Commando Ultras Napoli, Verona Front, Collettivo Autonomo Viola. Einen Wendepunkt der Bewegung markiert das Jahr 2007, als die Toten Filippo Raciti (Polizist) und Gabriele Sandri (Lazio-Fan) zum Anlass genommen wurden, die Repression weiter zu verschärfen, Pyrotechnik und Megaphone zu verbieten, nur noch autorisierte Spruchbanner im Stadion zuzulassen und die Fankarte „Tessera del Tifoso“ für Auswärts- und Dauerkarten zur Pflicht zu machen.
Einige Gruppen hatten einen großen Einfluss auf die Vereinspolitik. So durfte z. B. die mittlerweile aufgelöste Fossa dei Leoni entscheiden, was von wem in ihrer Fankurve verkauft werden durfte. Einzelne Gruppen hatten eine bestimmte politische Richtung. So gibt es rechtsextreme Fan-Gruppen wie die Irriducibili Lazio, rechtsoffene wie die Skins (mittlerweile aufgelöst) oder die Viking Inter, aber auch neutrale oder linksextreme wie die mittlerweile aufgelöste Brigate Autonome Livornesi des AS Livorno Calcio. Um 2010 waren mehr als 445 registrierte Ultra-Gruppen mit mehr als 74.000 Mitgliedern bekannt.

Am 3. Mai 2014 griffen Ultras des AS Rom Busse von Fans des SSC Napoli an und im folgenden Handgemenge erschoss ein AS Roma-Ultra einen SSC Napoli-Fan. Im Dezember 2018 starb in Mailand ein Fan von Inter Mailand, als mehrere Ultra-Gruppen einen Bus mit Napoli-Fans attackierten.

### Frankreich

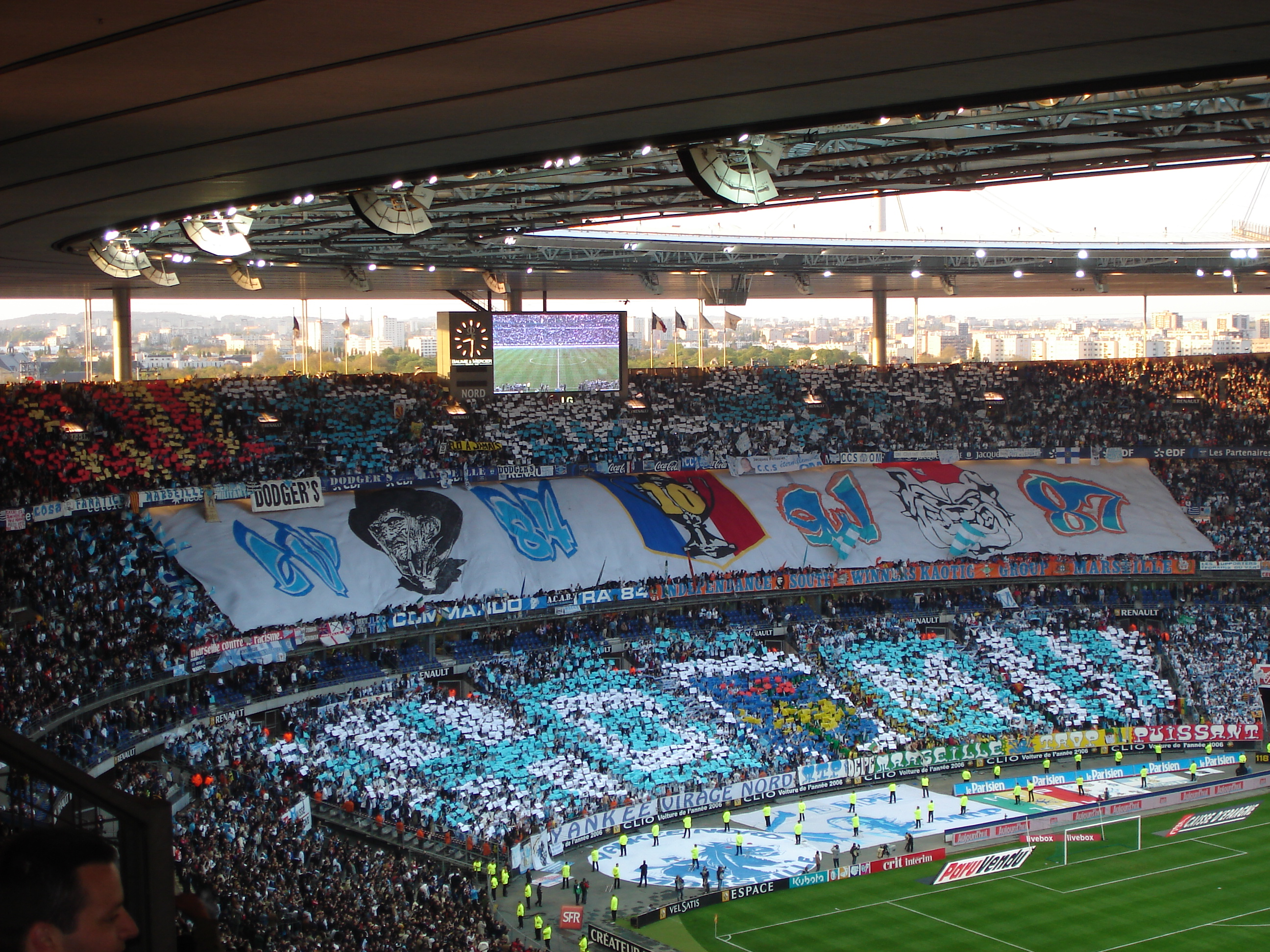
Choreographie des Commando Ultra 84, Ultra-Gruppierung von Olympique Marseille

Begünstigt durch die Nähe zu Italien entwickelte sich in den 1980er Jahren besonders im südlichen Frankreich ebenfalls eine Ultra-Szene. Die ersten Gruppen bildeten sich in Marseille, nämlich das 'Commando Ultra 84' und die 'South Winners 87'. Beide Gruppen sind heute (Ende 2018) noch aktiv. Sie sind für ihre antifaschistische und antirassistische Grundeinstellung bekannt.
Im Laufe der Jahre bildeten sich weitere Ultragruppen in Marseille; die „Yankee Nord 1987“, „Fanatiks 1988“, „Dodgers 1992“ & die „Marseille Trop Puissant 1994“. Jede dieser Gruppen hat mehrere tausend Mitglieder. Die einzelnen Ultra-Gruppen haben feste Plätze in den beiden Fankurven und bekommen seitens des Vereins das Recht, die Karten für ihren jeweiligen Bereich inklusive eines mit dem Verein vereinbarten Aufschlags zu verkaufen. Mit dem Aufschlag finanzieren die Ultras in Marseille die Choreographien und die Auswärtsfahrten.
In Saint-Étienne bildete sich mit den Gruppen „Magic Fans 1991“ und „Green Angels 1992“ eine große Ultra-Szene, die sich (wie in Paris, Lyon und Marseille) auf zwei Fankurven verteilt und zu den größten und kreativsten des Landes zählt.
In Lyon ist die Gruppe „Bad Gones 1987“ auf der Virage Nord aktiv und zählt zu den bekanntesten Ultragruppen des Landes. Auf der anderen Seite des Stadions stehen die „Lyon 1950“
In Nantes existiert die Gruppe „Brigade Loire 1999“.
In Bordeaux existieren die „Ultramarines Bordeaux 1987“; sie gelten als politisch links.
In Paris bildete sich 1985 mit den Boulogne Boys auf dem „Kop de Boulogne“ ebenfalls eine erste Ultra-Gruppe.
Sie wurde 2008 vom Innenministerium verboten, nachdem sie oft durch extrem gewaltbereites Auftreten sowie rechtsextreme Parolen und Symbolik bis hin zu Hakenkreuzen aufgefallen war. Kurz zuvor hatten sie ein Spruchband mit der Aufschrift „Pädophile, Arbeitslose und Inzest-Gezeugte, willkommen bei den Nordfranzosen“ bei einem Ligapokalendspiel gegen den RC Lens präsentiert. Auf der anderen Fankurve von PSG, der „Virage Auteuil“, versammelten sich die Gruppen Supras Auteuil, Lutece Falco, Authentiks, Grinta sowie bis zu ihrer Auflösung die Tigris Mystic.
Die Fankurven standen sich aufgrund der unterschiedlichen politischen Ausrichtung (Kop de Boulogne = eher rechts, weiß und französisch; VA = multikulturell, eher links) sehr feindselig gegenüber, was in zahlreichen Schlägereien untereinander mündete, eine sogar mit Todesfolge. Sämtliche Pariser Ultra- und Hooligangruppen wurden daraufhin 2010 durch das französische Innenministerium verboten und sämtliche Fans in den beiden Fankurven erhielten Stadionverbot. 2016 wurde in enger Zusammenarbeit zwischen dem neuen Fanzusammenschluss Collectif Ultras Paris, der Vereinsführung und der Polizei die Rückkehr von organisierten Ultras in den Prinzenpark unter Auflagen ermöglicht.
Es existieren zahlreiche weitere Ultragruppen bei anderen Vereinen auch in den tieferen Ligen.

### Deutschland

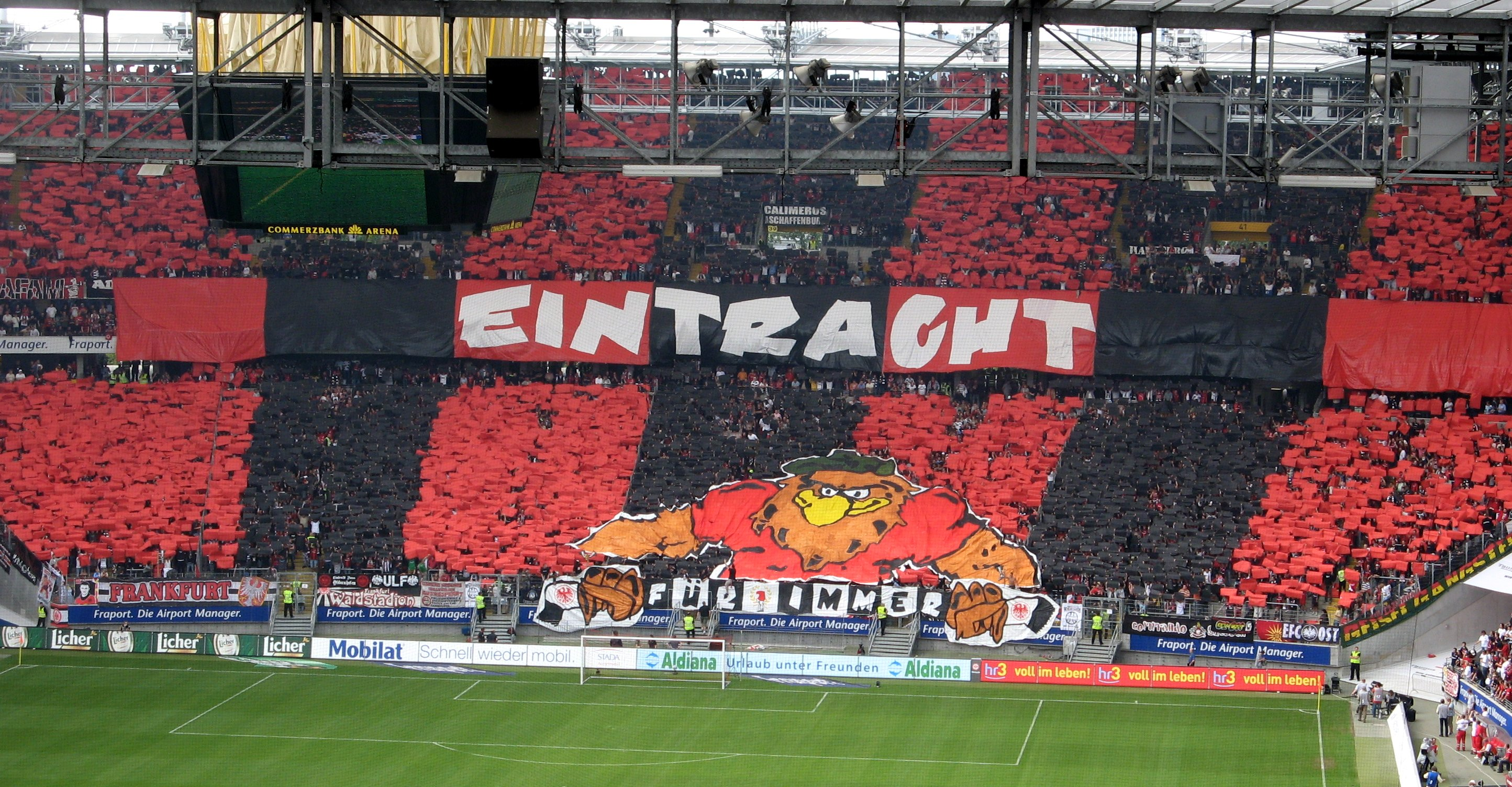
Choreographie der UF97, Ultra-Gruppierung von Eintracht Frankfurt

Die ersten Gruppen auf deutschem Boden waren die 1985 gegründeten Ultras 85 beim 1. FC Saarbrücken und 1986 die Fortuna Eagles Supporters beim SC Fortuna Köln sowie 1989 die Soccer Boyz (heute: Ultras Leverkusen) aus Leverkusen. In den 1990er Jahren wuchs die „Szene“ in Deutschland langsam; nach der Jahrtausendwende übernahmen in vielen Vereinen die Ultras die „Vorherrschaft“ in den Fankurven gegenüber unorganisierten oder in herkömmlichen Fanclubs organisierten Fans.
Ab Mitte der 2000er-Jahre erlebte die deutsche Ultra-Bewegung einen Boom an Mitgliedern, Sympathisanten und Gruppierungen. Im Zuge dieser als Vermassung bezeichneten Entwicklung konstatierten Fanforscher, dass die Ultras von der Subkultur zur inzwischen dominierenden Fankultur geworden sind. Durch Vermischung mit anderen Szenen, wie Hip-Hop, Punk, Graffiti und StreetArt strahlt die Ultra-Szene auch in andere Bereiche der Jugendkultur aus. So gibt es inzwischen eine Reihe von Graffiti-Filmen mit und von Ultras und diverse bekannte Musiker beziehen sich auf die Szene.
Das personelle Anwachsen habe die Bewegung allerdings auch verändert. Nach einer subkulturellen und teils politischen Phase werden seit den 2010er-Jahren mehr Gruppen als zunehmend selbstreferentiell beschrieben. Auch die Rolle der Gewalt hat einen neuen Stellenwert bekommen. Diese Veränderungen haben auch innerhalb der einzelnen Ultra-Gruppen zu Auseinandersetzungen geführt, die in einigen Fällen unfriedlich ausgetragen wurden und zu Spaltungen und Neugründungen geführt haben. So gab es beispielsweise bei Alemannia Aachen zwischen den linksgerichteten Aachen Ultras und der rechtsgerichteten Karlsbande gewalttätige Auseinandersetzungen im eigenen Stadion Tivoli.
Mittlerweile existieren bei fast allen Vereinen der oberen drei Ligen Gruppen, die sich selbst als Ultras sehen, außerdem auch in hierarchisch tieferen Spielklassen. Insgesamt soll es in Deutschland mehr als 25.000 Ultras geben, organisiert in mehr als 300 Gruppen.

#### Ultra-Bewegung gegen den DFB
Nachdem der Spalt zwischen der deutschen Ultra-Bewegung und dem Deutschen Fußball-Bund immer größer wurde, erklärte die Ultraszene „Ultras Dynamo“ im Mai 2017 dem DFB symbolisch den Krieg. Im Armee-Outfit zogen rund 2.000 Dresdner durch Karlsruhe, zündeten Feuerwerkskörper, stürmten das Stadion und hielten ein Banner mit der Aufschrift „Krieg dem DFB“. Während die Aktion der Dresdner aufgrund des martialischen Auftritts stark kritisiert wurde, folgten am kommenden Spieltag über 30 Bekundungen anderer Ultraszenen.
In den 2000er-Jahren gab es bereits bundesweite Kampagnen der deutschen Ultra-Bewegung. Nach der Kampagne Pro15:30, der Fandemonstration zum Confederations Cup 2005 und der mehrere Jahre währenden Zusammenarbeit unter dem Label Zum Erhalt der Fankultur galt die Dresdner Initiative 2017 als Neubeginn der Vernetzung in Deutschland. Eine Vielzahl der Ultraszenen suchten das Gespräch, um einen gemeinsamen Protest zu organisieren. Die Treffen, die selbst mit untereinander verfeindeten Szenen stattfanden, waren in Deutschland bisher äußerst selten. Die Ultraszenen einigten sich auf Themen, wie die Aufklärung des sogenannten Sommermärchens 2006, das Ende der Spieltagszerstückelung, fangerechte Anstoßzeiten, Abschaffung von Kollektivstrafen, ein Ende der Korruption, den Erhalt der 50+1-Regel, eine Transparenz des Sportgerichts und ein Ende der Eventisierung.
Nach diesen Absprachen folgte in der ersten DFB-Pokal-Hauptrunde im August 2017 bundesweit ein ähnlich lautender Protest gegen den Verband. In 28 Pokalspielen folgten 32 Proteste. Der Druck auf den DFB wurde so groß, dass der er noch im August 2017 verkündete, bis auf Weiteres auf Kollektivstrafen zu verzichten und einen „dieses mal ernst gemeinten Dialog“ anbot.
Am 9. November 2017 kam es zum ersten Dialog zwischen der Verbandsführung und ca. 30 Vertretern der Ultra-Szenen. Beide Parteien vereinbarten einen Konsens bzw. eine Annäherung bei der Regionalliga-Aufstiegsregelung, den Anstoßzeiten, erlaubten Fanutensilien sowie Stadionverboten.
Am 1. Juni 2018 führte der DFB auch in der 3. Liga neue Anstoßzeiten (Montagsspiele) ein, was die Ultra-Szenen zur Aufkündigung des Dialogs bewegte. Nur einen Tag zuvor fand das zweite Gespräch statt, bei dem der DFB den Fanszenen nichts von seinem Vorhaben verriet. Insgesamt bewerteten die Szenen den Dialog als gescheitert und kritisierten, dass keinerlei Verbesserungen eingetreten sind. Sie werfen dem DFB vor, den Dialog nur als „mediales Gesprächsangebot“ genutzt zu haben.

### Österreich

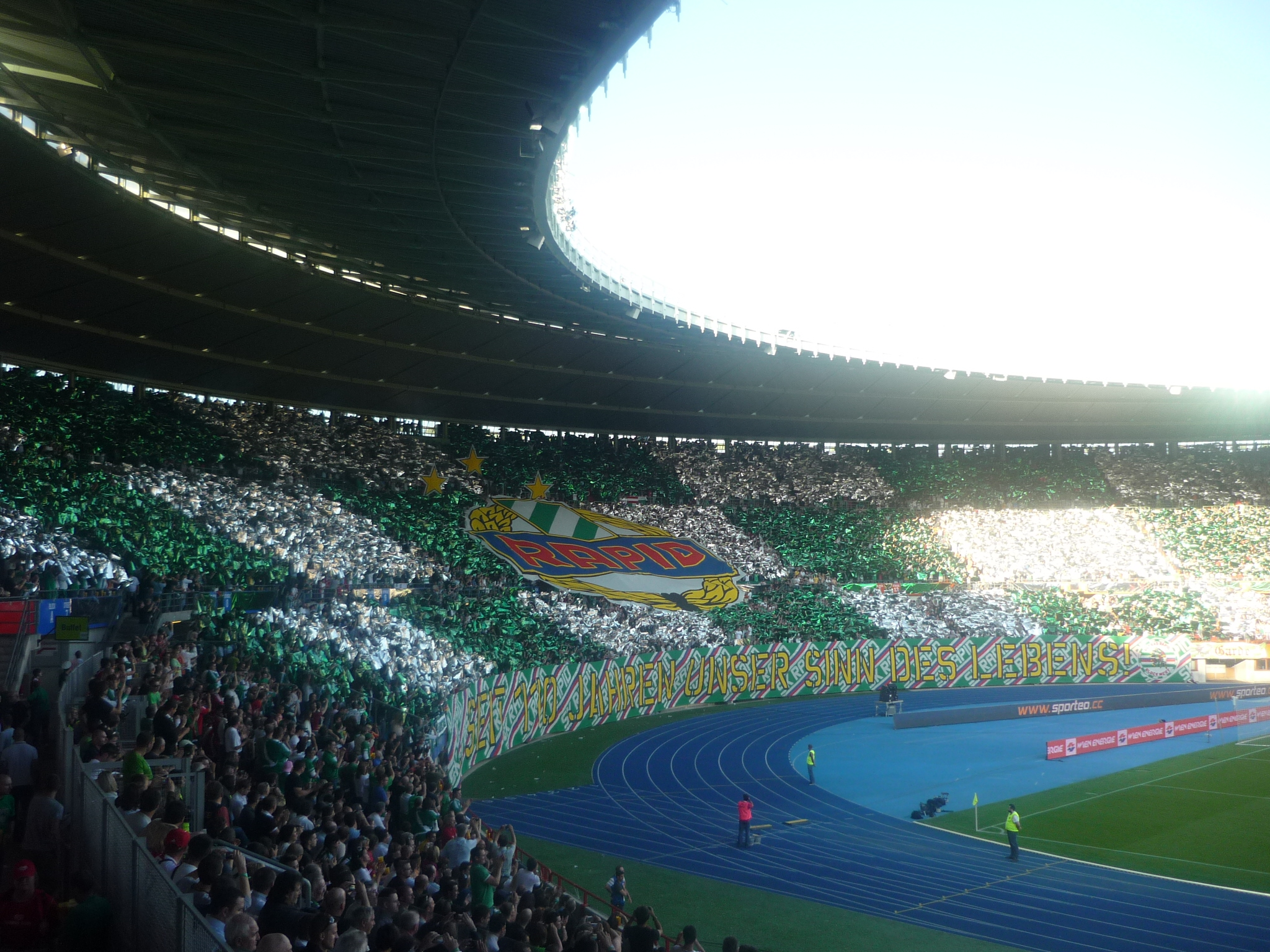
Choreographie der Ultras Rapid, Ultra-Gruppierung des SK Rapid Wien

Auch in Österreich gibt es einige Ultra-Gruppierungen mit einem unterschiedlichen Grad an Aktivität und Bekanntheit.
Die aktive Fanszene des SK Rapid Wien ist im Block West, im Weststadion, beheimatet. Die bekanntesten und aktivsten Gruppen sind unter anderem die Ultras Rapid Block West 1988, Tornados Rapid 1996, Lords Rapid 2004, Green Lions 2003, Spirits Rapid 1999 und die SAF 2012. Der SK Rapid zählt um die 230 Fanclubs.
Der SK Sturm Graz wird von der Nordkurve, im Stadion Liebenau unterstützt. Die größten und führenden Gruppen sind die Brigata Graz, Jewels Graz, Grazer Sturmflut und andere kleine Gruppen.
Der Grazer AK wird primär von der Red Firm und der Society Graz, im Sektor 22 des Liebenauer Stadions, unterstützt.
Zur Fanszene des FK Austria Wien gehören die Kampfastllln Inzersdorf 2000, Alcatraz, sowie die Gladiators. Der Support findet im Ostblock des Franz-Horr-Stadions statt. Im April 2023 hat sich die damalige Führungsgruppe Viola Fanatics 2001 aufgelöst.
Der LASK wird vom Dachverband Landstrassler unterstützt. Die wichtigsten Gruppen sind die Linz City Group, Linzer Jungs und die Südachse.
Der SV Austria Salzburg wird von Union ´99 Ultrà Salzburg und anderen kleineren Fanclubs unterstützt. Besonders ist, dass die Fans den Verein nach der Übernahme der Red Bull GmbH neu gegründet haben und den Verein wiederbelebt haben.
Der FC Wacker Innsbruck wird vom Dachverband Tivoli Nord Innsbruck supportet. Ultràgruppen sind die Szene Unterland 1913, I Furiosi, sowie Wacker Unser. Die Gruppe Verrückte Köpfe 1991 löste sich im Jänner 2023 auf.

### Schweiz

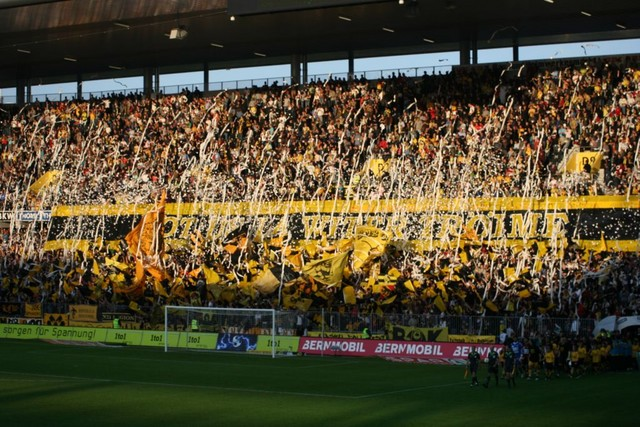
Choreographie der YB Ultra-Bewegung, Ostkurve Bern

In der Schweiz entstanden die ersten Ultra-Gruppierungen Mitte der neunziger Jahre in Genf („Generation Ultra“/„Section Grenat“), in Lugano („Armata“) sowie in Sion (siehe unten). Im Laufe der Jahre sind auch bei den meisten Deutschschweizer Vereinen Ultra-Gruppierungen entstanden; die wichtigsten sind in Basel, Bern, Zürich, Luzern und St. Gallen beheimatet. In Zürich findet man die Ultras in der sogenannten „Zürcher Südkurve“, welche den FC Zürich unterstützt. Sie sind in der ganzen Schweiz bekannt für sehr kreative und aufwändige Choreographien. Vor allem aber auch beim Stadtrivalen Grasshoppers Zürich (GC) gibt es drei große Ultra-Gruppierungen („Blue Side“, „Bulldogs“ und „Fanatic Zürich“) in der sogenannten „Estrade Ost“. Zu erwähnen sind auch die „Formation Luzern“ („FL“), „Blue White Generation“ („BWG“), „La Familia Luzern“ („LF“), „Blue Line“ („BL“) oder „Musegg Front“ („MF“), welche den FC Luzern unterstützen, die „Ultras Sion“, „Freaks Sion“ (mittlerweile aufgelöst), „Lousy Scum“ oder „Red Side“ des FC Sion, die „Green Power“, die „Flash“, die „Compadres“, „Bangor Maniacs“, die „Green Fires“, die „Compadres“, „Saint Brothers“ und die „Jokers“ beim FC St. Gallen im Espenblock und die Ultra-Gruppierungen in der Ostkurve Bern der Young Boys Bern wie Maniacs, Urban Squad, Amici Berna, Bernerkanone, Schurken oder Wankdorf Supporters. Beim FC Thun gibt es den Block Süd Thun.
Hervorzuheben sind auch die „Inferno Basel“, „Fanatics“, „Goodfellas“, „Kaos“ vom FC Basel, die in der „Muttenzerkurve“ beheimatet sind. Obwohl die Basler Fans für ihre aufwendigen Choreos bekannt sind, machte die Basler Szene auch immer wieder negative Schlagzeilen. Nach der knapp verpassten Meisterschaft 2006 (letztes Spiel) im eigenen Stadion gegen den FC Zürich kam es zu einem Platzsturm und Ausschreitungen im und außerhalb des Stadions, nachdem der FC Zürich in der 93. Minute das meisterschaftsentscheidende Tor schoss. Die Basler Ultra-Szene ist für ihre Krawalle bekannt; so wurde der Gästesektor im Stadion Hardturm der Grasshoppers Zürich mehrmals in Brand gesetzt und dadurch Sachschaden verursacht.
Ende 2006 kritisierten viele Schweizer Städte die Liga und die Vereine, weil der größte Teil nichts an die inzwischen notwendig gewordenen hohen Ausgaben der Städte für die Sicherheit (ab 100.000 CHF pro Heimspiel) bezahlt. In den letzten Jahren wurde die Gewalt bei Schweizer Fußballspielen (von Ultras und Hooligans) von Medien und Politik stärker als früher registriert und ist deshalb heute ein großes Gesprächsthema. Dies, obwohl sowohl Gewalt wie auch Sachschäden in den letzten Jahren deutlich zurückgingen. Das beste Beispiel für eine nicht-repressive Fanpolitik wird in Basel derzeit umgesetzt, durch Selbstregulierung innerhalb der Fankurve konnten u. a. Ausschreitungen deutlich reduziert bzw. verhindert werden.

### Niederlande
Eine große Ultraszene hat insbesondere der Hauptstadtverein Ajax Amsterdam mit der bis 2016 agierenden Hauptgruppe Vak-410. Die Gruppe löste sich u. a. wegen der baulichen Veränderungen zur neuen Saison (so gibt es in Zukunft eine komplette Stehplatzkurve im Unterrang) auf und trat in die berühmt-berüchtigte F-Side ein, welche in der jüngeren Vergangenheit zunehmend ebenfalls sich in Richtung der Ultrakultur entwickelten. Weitere Gruppen sind South Crew, North Up Allianz und 4th.
Auch Feyenoord Rotterdam hat eine große Ultraszene mit den De Noordzijde.
Weitere bekannte Ultraszenen haben die Vereine FC Twente (Ultras Vak-P, Born Fanatics), FC Groningen (Ultras Cruoninga), SC Heerenveen (Nieuw Noord), NEC Nijmegen (Legio Noviomagum), FC Utrecht (Bunnikside), u. a.

### Polen
Die polnische Ultraszene gilt als eine der größten Ultraszenen im europäischen Ländervergleich und es existieren bis in die 7. Liga hinab Ultragruppen. Die ist hier stark mit der Hooliganszene verwoben und zum Teil auch mit ihr identisch.
Als größte Szenen gelten die Szenen von Legia Warschau sowie von Lech Posen.

### Großbritannien
Anders als auf dem europäischen Festland konnte eine Etablierung von großen Ultraszenen nie erreicht werden, was vor allem auf die repressiven Ordnungskräfte, das Verbot von zahlreichen Tifo-Materialien (Fahnen, Konfetti, Doppelhalter, Blockfahnen, Choreographien etc.), das Verbot von Stehplätzen, hohe Kartenpreise sowie eine große Ablehnung vonseiten zahlreicher (älterer) Fans gegenüber der Ultra-Bewegung zurückzuführen ist.
Dennoch existieren bei den Vereinen Crystal Palace (Holmesdale Fanatics) und Celtic Glasgow (Green Brigade) sowie bei zahlreichen unterklassigen Vereinen Ultragruppen, wobei die Holmesdale Fanatics und die Green Brigade mit mehr als 150 Mitgliedern sicher die größten sind.
2016 führte Celtic Glasgow als erster Profiverein auf der Insel wieder Stehplätze (Safe Standing) ein, welche unter anderem von der Green Brigade benutzt werden.

### Portugal

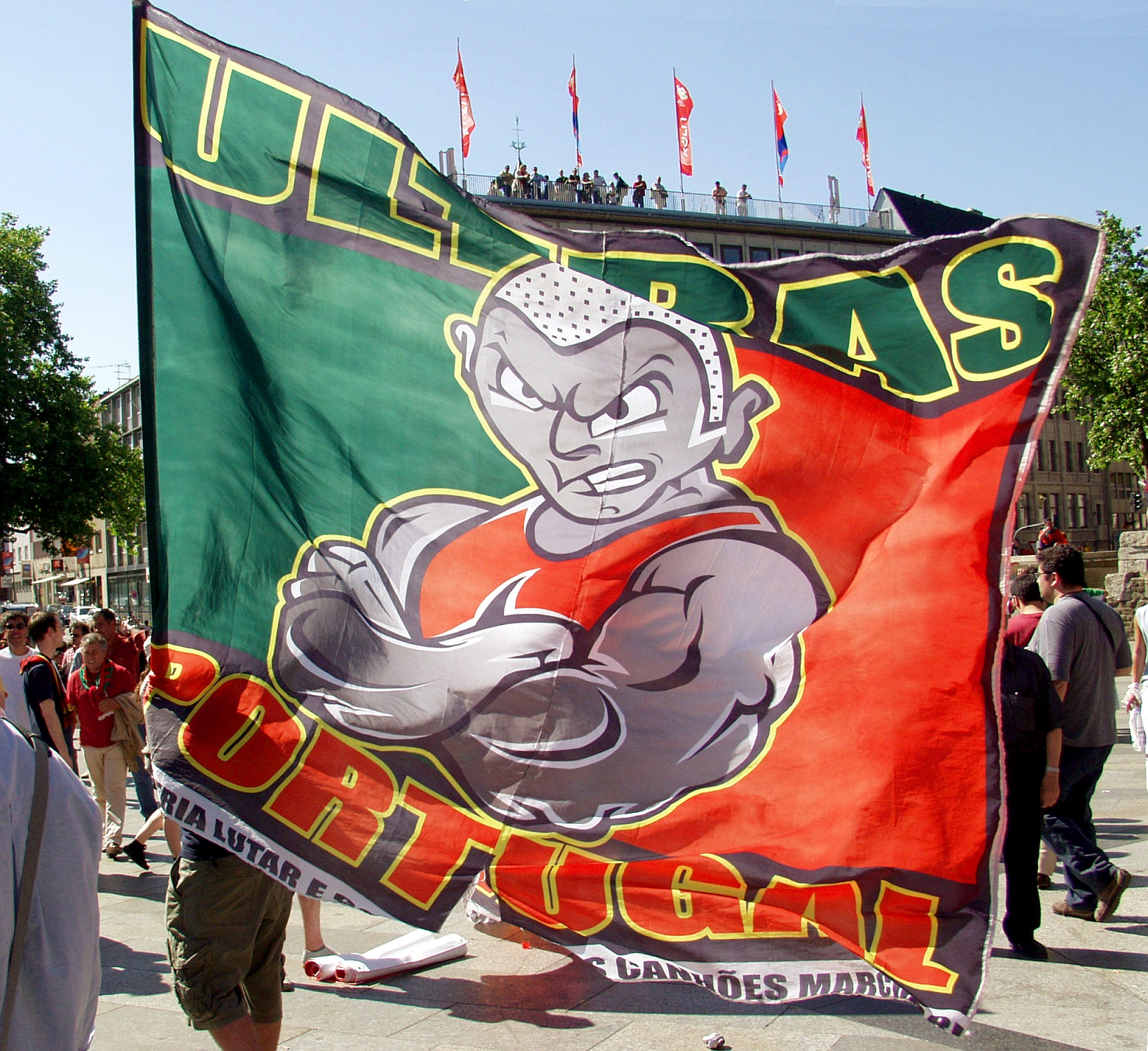
Fans der portugiesischen Nationalmannschaft mit Flagge der Ultras zur Fußball-Weltmeisterschaft 2006 in Köln

Die Juventude Leonina von Sporting Lissabon, gegründet im Jahr 1976, ist die größte und älteste Ultra-Gruppierung in Portugal. Die Diablos Vermelhos und No Name Boys (abgekürzt NN) hingegen unterstützen den Stadtrivalen Benfica. Außerdem gibt es die Super Dragões und Directivo vom FC Porto sowie die Torcida Verde, Directivo XXI und die Brigada, alle ebenfalls von Sporting. Andere Ultra-Gruppierungen sind weniger bekannt.

### Türkei
Wie im gesamten Balkanraum gehört auch die Szene in der Türkei zu den ausgeprägtesten Ultra-Bewegungen Eurasiens. Neben den Gruppen der İstanbuler Großklubs ultrAslan (Galatasaray), Genç FB (Fenerbahçe) und Çarşı (Beşiktaş) gibt es auch etablierte Gruppen vieler anatolischer Mannschaften, wie z. B. Vira (Trabzonspor), Teksas (Bursaspor), Gecekondu (MKE Ankaragücü), Şimşekler Grubu (Adana Demirspor), Tatangalar (Sakaryaspor) und Karşıyaka Çarşı (Karşıyaka SK).
Der Türkische Fußballverband und die Vereinsvorstände entscheiden zu Saisonbeginn, ob Ultra-Gruppierungen Spiele in den Stadien der „Erzrivalen“ besuchen dürfen. Bei den Istanbuler Stadtderbys und bei Spielen der rivalisierenden Clubs aus Izmir, Karşıyaka SK und Göztepe Izmir, kommt es nicht selten zu Ausschreitungen. Insbesondere bei den Protesten auf dem Taksim-Platz im Jahr 2013 stellten die Ultras einen großen Teil der radikalen Demonstranten. Die Çarşı von Beşiktaş wird z. T. als kriminelle Vereinigung angesehen.

### Griechenland

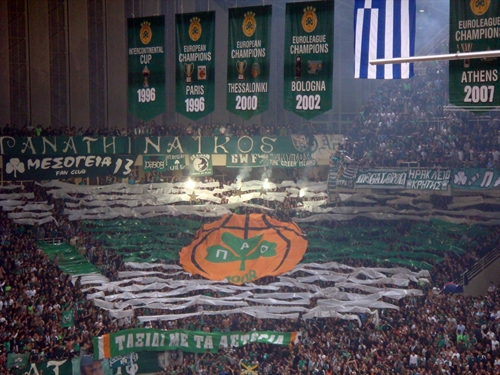
Choreographie der GATE 13 bei einem Basketballheimspiel von Panathinaikos

Die Szene in Griechenland gilt als eine der extremsten Europas. Bei Duellen der großen Clubs im Großraum Athen (Olympiakos Piräus, Panathinaikos Athen, AEK Athen) kommt es häufig zu schweren Ausschreitungen. Deshalb ist es den dortigen Ultra-Gruppierungen seit einigen Jahren verboten, Derbys im Stadion des Gegners zu besuchen. Die bekanntesten Gruppen sind Thyra 13 (Gate 13, Panathinaikos), Thyra 7 (Olympiakos Piräus), Thyra 4 (PAOK), Autonomous Gate 10 (Iraklis Thessaloniki), Super3 (Aris Thessaloniki), Monsters (AEL) und Original 21 (AEK Athen).

### Kroatien
Die älteste Ultra-Gruppierung in Kroatien ist die sog. Torcida von Hajduk Split. Die Gruppe hat ihre Wurzeln im Jahr 1950, als im Vorfeld eines entscheidenden Meisterschaftsspiels eine nach heutigen Maßstäben ultraartige Unterstützung organisiert wurde. Nach dem raschen Verbot durch die jugoslawische Staatsführung und der in den folgenden Jahren zwangsweise unorganisierten Anhängerschaft erfolgte 1980 eine Wiedergeburt. Heute sind die 1986 gegründeten Bad Blue Boys vom Hauptstadtklub Dinamo Zagreb die größten Rivalen in der Szene. Zwischen den Mitgliedern der rivalisierenden Gruppen kommt es häufig zu schweren gewalttätigen Auseinandersetzungen. Während der verheerenden Waldbrände rund um Split im Sommer 2017 unterstützen, zum Teil verfeindete Ultragruppierungen (z. B. von Hajduk Split und Dinamo Zagreb), gemeinschaftlich mit mehreren Hundert Anhänger die Feuerwehren bei der Brandbekämpfung. Des Weiteren erwähnenswert ist die Gruppe Armada, die den Verein HNK Rijeka unterstützt.

### Serbien

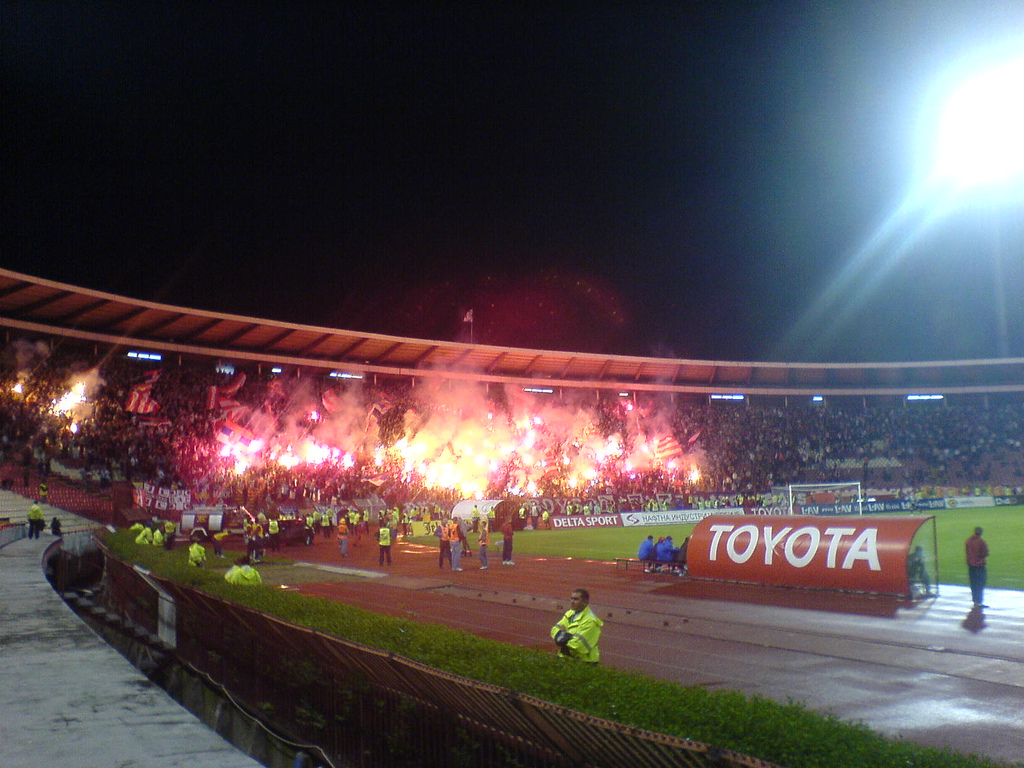
Illegale Pyrotechnik der Delije

Auch in Serbien gibt es bei vielen Vereinen Ultra-Gruppierungen. Die größten Gruppen sind die Delije von Roter Stern Belgrad und die Grobari von Partizan Belgrad, aber auch bei OFK Belgrad, Rad Belgrad, FK Novi Pazar und Vojvodina Novi Sad gibt es größere Gruppierungen. Weiter ist aber zu erwähnen, dass die Wörter Delije und Grobari eher zur allgemeinen Bezeichnung von Fans von Roter Stern Belgrad und Partizan Belgrad benutzt werden. Was auch heißt, jeder Fan von Roter Stern ist somit automatisch ein Delija und ein Fan von Partizan automatisch ein Grobar. Innerhalb der Delijas und der Grobaris gibt es neben unzähligen Fan-Gruppen und Fan-Clubs Ultra-Gruppierungen. Im Marakana-Stadion von Roter Stern Belgrad sind in ihrer „Nordkurve“ die Stühle so eingerichtet, dass sie in Rot-weiß und in kyrillischer Schrift das Wort Delije (Делиjе, Mehrzahl von Delija) bilden. Die Benutzung von Pyrotechnik gehört in serbischen Stadien zum Alltag, außerdem kommt es im Umfeld von Fußballspielen häufig zu Gewaltausbrüchen.

### Bosnien und Herzegowina

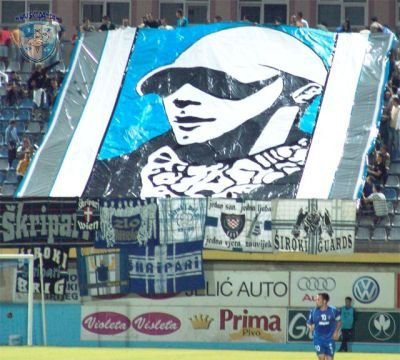
Fan-Choreografie der Škripari des NK Široki Brijeg (2009)

Die drei größten Ultragruppierungen in Bosnien und Herzegowina sind die der beiden Hauptstadtclubs Horde Zla des FK Sarajevo und The Maniacs 1987 des FK Željezničar Sarajevo sowie die aus Mostar stammenden Ultras Mostar des HŠK Zrinjski Mostar. Weitere bekannte Fangruppierungen sind die Lesinari, Robijasi, Fukare, Red Army Mostar (FK Velež Mostar) und Škripari (NK Široki Brijeg). Der Gebrauch von Pyrotechnik ist in Bosnien und Herzegowina zwar verboten, gehört dort in den Stadien jedoch zum Alltag.

### Dänemark
Bedeutendste Ultragruppen sind die Urban Crew vom FC Kopenhagen sowie die Gruppen Alpha Brøndby, Deling 43 und Fri Sport von Brøndby IF.
Weitere Gruppen sind die Nysir (Aarhus GF), Shamrock Ultras Viborg (Viborg FF), Ultras Midtjylland (FC Midtjylland), Nordvestkurve Esbjerg 2009 (Esbjerg FB), Vesttribunen (Aalborg BK).
Gerade das Hauptstadtderby (FCK gegen Brøndby) ist immer sehr hitzig und wird von beiden Fankurven mit großen Choreographien, Pyroshows und Corteos begleitet.

### Schweden
Die Fanszenen der drei Hauptstadtclubs gelten als sehr kreativ und mitgliederstark, darunter sind auch zahlreiche Ultragruppen. Hier zu nennen wären: Ultra Caos Stockholm 2003 (Djurgården), Hammarby Ultras 1993, Söder Bröder 1998, Ultra Boys 1999 (Hammarby), Black Army, Sol Invictus, Ultras Nord 2002 (AIK).
Auch außerhalb der Hauptstadt existieren bei Vereinen wie Malmö FF (Supras Malmö, Rex Scania, Brigada Malmö), IF Elfsborg (Yellow Fanatiks), Orgryte (Inferno Orgryte), GAIS (GAIS Tifo) oder IFK Göteborg (Ultras Göteborg) Ultragruppen.

### Ukraine

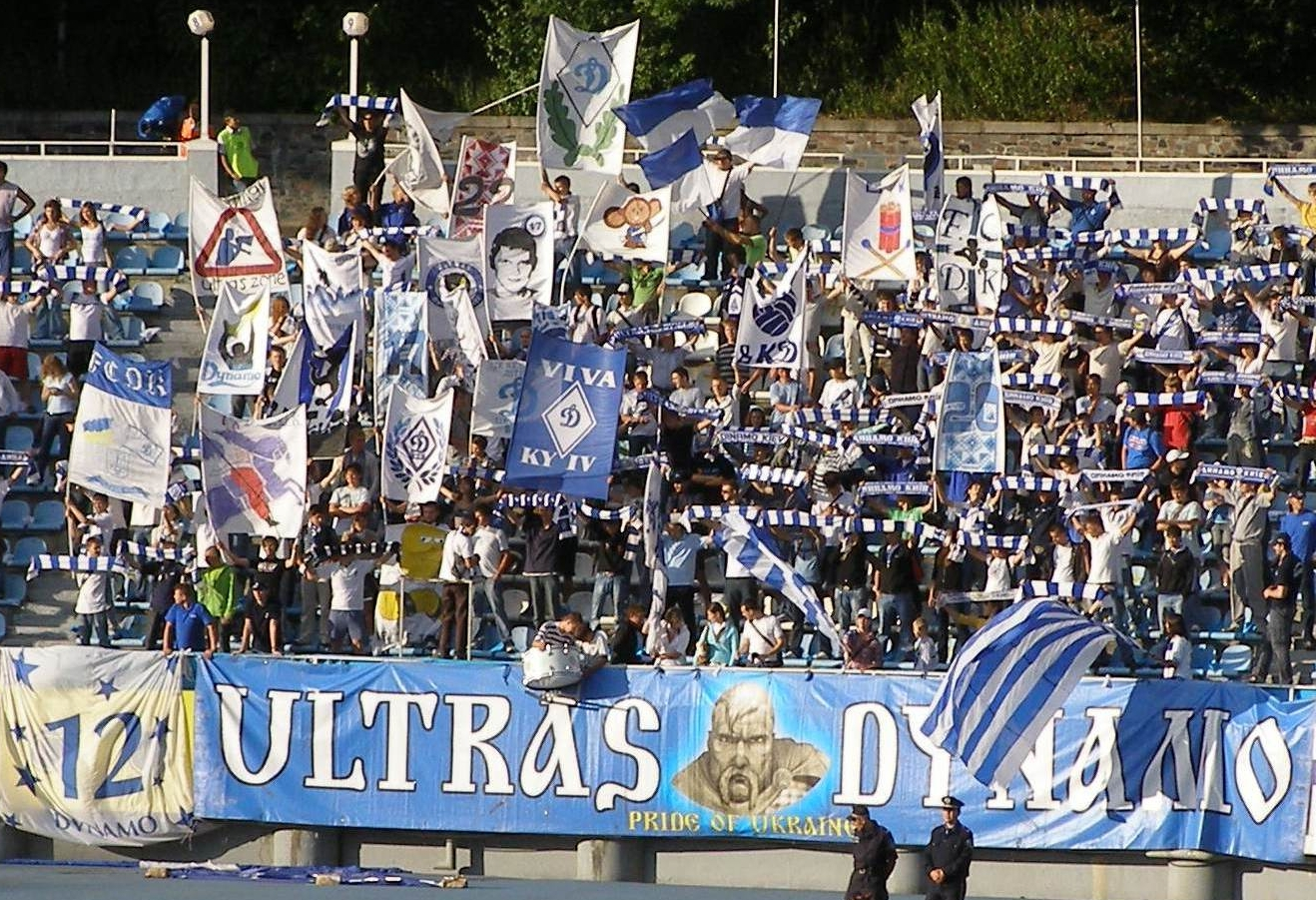
Ultras von Dynamo Kiew 2008

In der Ukraine zeichnen sich vor allem die Ultras von Dynamo Kiew durch Gewalttätigkeit aus, die bei Spielen gegen Vereine aus dem Donbass wie Schachtar Donezk häufig eskalierten. Bei den Kämpfen auf dem Majdan 2014 traten sie z. T. bewaffnet auf. Die Ultras von Schachtar Donezk schlossen mit ihnen, Metalurh Saporischschja und anderen im Januar 2014 einen Burgfrieden, um gemeinsam auf dem Majdan zu demonstrieren. Die ukrainischen Ultras gelten als nationalistisch und beteiligen sich auch am Krieg im Osten des Landes.

### Bulgarien
Die bedeutendsten Szenen in Bulgarien haben ZSKA Sofia und Lewski Sofia.
Die Ultragruppen von ZSKA sammeln sich im Sektor G. Die bedeutendsten Gruppen dort sind die Ofanziva und die Animals.
Die Gruppen von Lewski stehen im Sektor B. Einen weiteren bedeutenden Ultra-Anhang hat Lokomotive Plowdiw mit der Lauta Army.

### Rumänien
Die erste Ultragruppe entstand 1992 mit den Ultras Farul in Constanța.
Im Verlauf der 1990er Jahre entstanden in Rumänien weitere Nachahmer dieser Gruppierung, wobei die 1995 gegründete Commando Viola Ultra Curva Sud vom Verein Politehnica Timisoara von den meisten ultraorientierten Fans in Rumänien als erste „richtige“ Ultragruppierung aufgrund ihrer Mentalität und des Auftretens angesehen wurde und wird.
Heutzutage haben die drei Hauptstadtvereine Rapid Bukarest (Ultras Unione 1998; O-H 1998; Maniacs 1999; Brigada 921), Steaua Bukarest (Chaos, Nukleo, Tineretului Korps, Vacarm, Ultras, Stil Ostil, Ragazzi, Hunters, Asalt, Banda Ultra) sowie Dinamo Bukarest (Nuova Guardia, Mad Men, Brigate, Panzer, Energizatii, Dogs of War, Tifosi) die größten und meisten Ultragruppen des Landes.
Bei Politehnica Timisoara agieren unter dem Dachverband CVUCS die Gruppen Urban Guerilla, Masseria, UltraNativ und Drojdierii.
Auch weitere Vereine wie Universitatea Craiova (Ultras, Sezione Ultra', Praetoria), Petrolul Ploiesti (Knot, Lethal Gang), FC Vaslui (Dorobantii, Brigada Suprema, Radical) u. a. haben bekannte Ultraszenen.

### Slowenien
In Slowenien gibt es aktive Ultra-Fanszenen in Ljubljana (Green Dragons), Maribor (Viole) und Nova Gorica (Terror Boys), die Ende der 80er Jahre/Anfang der 90er Jahre entstanden.

### Spanien
In Spanien entwickelte sich die Ultraszene ab den 1970er und 1980er Jahren, wobei man sich hier sehr stark an Italien orientierte. Die wichtigsten Gruppen sind Biris Norte 1975 (FC Sevilla), Ultras Sur 1980 (Real Madrid); Boixos Nois 1981 (FC Barcelona); Frente Atlético (Atlético Madrid), Bukaneros (Rayo Vallecano), Riazor Blues 1975 (Deportivo La Coruña).
Nahezu jeder Verein der oberen drei Ligen verfügt über mindestens eine Ultragruppierung.
Ab Mitte der 1980er Jahre vermischte sich die spanische Ultraszene stark mit der Subkultur der Skinheads und übernahm auch häufig die politische Radikalität sowie die extreme Gewaltbereitschaft. So werden Gruppen wie Ultras Sur, Frente Atlético, Ultras Yomus (FC Valencia) und viele andere zum rechtsextremen Spektrum gezählt, Gruppen wie Biris Norte, Bukaneros und andere zum linksextremen Spektrum. Andere wie Riazor Blues sind bekannt für ihre separatistischen Ansichten und treten offen für die Unabhängigkeit ihrer Region von Spanien ein.
Aufgrund mehrerer Todesfälle im Zusammenhang mit Gewalt durch Ultras und die extreme politische Einstellung vieler Gruppen ist der Ruf der Ultras in Spanien sehr schlecht und die Vereine und die Polizei gehen je nach Situation hart gegen die Ultras vor. Die Boixos Nois haben zum Beispiel seit 2003 beim FC Barcelona Stadionverbot.
Seit einigen Jahren entwickelt sich eine zweite Generation von Ultras, die sich wieder mehr am Support der Mannschaft orientieren und sich von der politischen Radikalität und der extremen Gewalt der ersten Generation deutlich distanzieren. Seit 2016 dürfen 1.200 Mitglieder von 5 Ultragruppen, die dieser zweiten Generation zugerechnet werden, wieder in das Stadion des FC Barcelona.
Auch Real Madrid versucht mittels des Fanverbands RMCF den Einfluss der extremen Ultras Sur zurückzudrängen und Abspaltungen von jener wie die Veteranos oder Orgulo Vikingo in dieser aufzufangen und zu mäßigen.

## Andere Sportarten

### Handball
Seit dem Jahre 2000 entstehen auch beim Handball Ultra-Gruppierungen. Lange Zeit galten die Ultras Flensburg als erste und wichtigste Gruppe. Sie konnten sich durch die größte Stehplatztribüne der deutschen Handball-Bundesliga entwickeln. 2016 löste sich die Gruppe auf. Später entstanden auch bei anderen deutschen Handballclubs Ultra-Gruppen. Im Ausland gibt es noch die Boys aus Aalborg (Dänemark) und die Florijani aus Celje (Slowenien). Dazu kommen viele Gruppen in den Ligen der osteuropäischen Länder.

### Eishockey

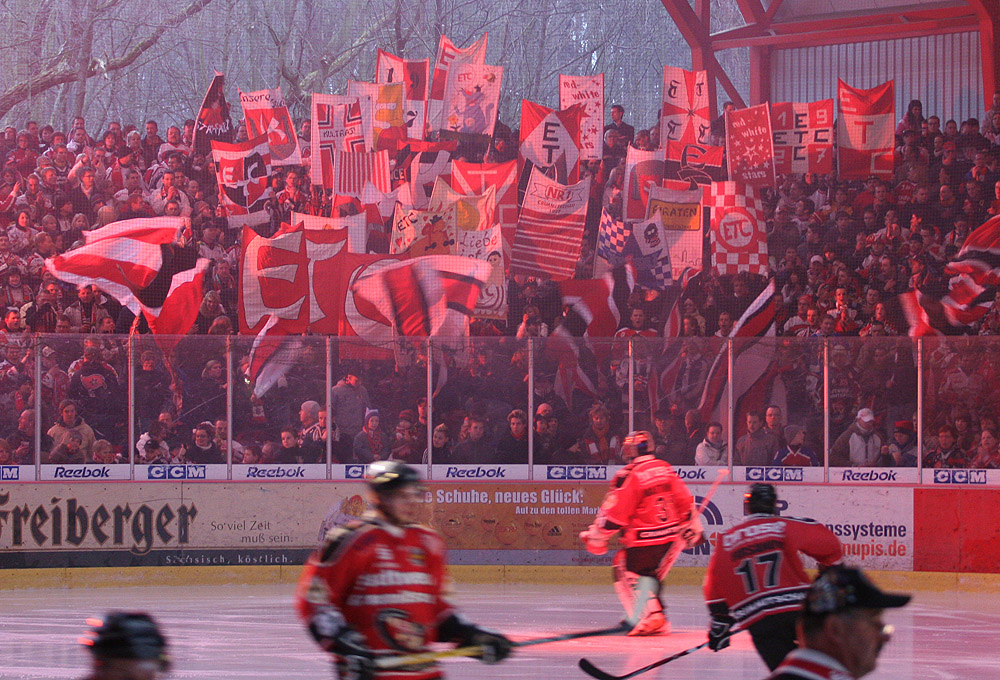
Ultras des ETC Crimmitschau

- Deutschland: Hauptsächlich seit 2000/2001 setzte sich der Ultra-Gedanke auch in der deutschen Eishockey-Fanszene durch, und so sind in vielen Eishallen und Arenen von der DEL bis in die Oberligen[81] diverse Ultra-Gruppierungen zu finden. Erste ultraähnliche Gruppierungen bildeten sich jedoch schon früher. Mitte der 1990er Jahre gab es in München die ersten Choreographien zu sehen und es bildeten sich die Munich Supporters. In Krefeld gründete sich 1996 der Ultra-Club Red Line. Aber auch in Augsburg (Augsburg 98) und Schwenningen (SERC-Supporters 99) bildeten sich noch vor der Jahrtausendwende Gruppen. Choreographien und sonstige Ultra-Eigenschaften wurden zu dem Zeitpunkt noch sehr skeptisch gesehen, gehören heute aber in vielen Hallen zum Usus. In der recht kleinen Szene bestehen sehr viele Kontakte unter den aktiven Leuten der verschiedenen Gruppen. Unregelmäßig kommt es zu Gewalt zwischen den Ultra-Gruppierungen verschiedener Clubs.[82][83]
- Schweiz: In Lugano sind die Ragazzi della Nord anzutreffen, in Ambri die Gioventù Bianco Blù. Diese beiden Ultra-Gruppierungen und ihre Kurven gehörten lange zu den qualitativ stärksten in der Schweiz, die Ultra-Mentalität prägte die Kurven dieser zwei Tessiner Clubs viele Jahre, diese wurden aber inzwischen eingeholt durch die Szenen aus Zürich, Rapperswil, Kloten, Lausanne, Langnau und Bern.
- Österreich: Die größten Gruppen existieren in Linz (Overtime, Powerplay Enns, Bully:Absolut), Wien (ICEFIRE, Vienna Hockeyfans, Die Optimisten, Fiaker Caps), Klagenfurt (Stiege 19, Red-White Dragons, Vikings, Sektion Wien, Sektion Graz), Graz (Niners, Grazer Lions, Grazer Oranje), Villach (Absolut Villach), Feldkirch (Südchaos Feldkirch), Innsbruck (Haisociety Tirol) und Dornbirn (Dorobirar Ishacklar)

### Basketball
Ende der 90er Jahre entstanden auch im Basketball Ultra-Gruppierungen, vor allem in südeuropäischen Staaten wie Serbien, Kroatien, Griechenland, Italien und Spanien. Aber auch in der Türkei und Russland entwickelten sich im Basketball fanatische Fan-Gruppierungen. In Serbien, der Türkei und vor allem in Griechenland gehören Choreografien und Pyrotechnik (trotz großer Brandgefährlichkeit in den Hallen) zum Alltag. In einigen Ländern, so zum Beispiel in Griechenland und Kroatien, unterstützen die Ultras eines Vereins sowohl die Fußball- als auch die Basketballmannschaft des Klubs. In Deutschland oder Frankreich gibt es trotz großer Beliebtheit des Basketballs so gut wie keine Ultra-Gruppierungen, jedoch Fanclubs wie die Ultras Nördlingen, welche Merkmale von Ultra-Gruppierungen aufweisen. Weil Basketball aber in den letzten Jahren bis heute immer mehr an Beliebtheit gewinnt (Tendenz weiter steigend), ist nicht auszuschließen, dass sich auch in nicht-südeuropäischen Staaten in den nächsten Jahren im Basketball Ultra-Gruppierungen entwickeln könnten. In Südamerika (vor allem in Argentinien), aber auch in China gibt es im Basketball Ultra- und ultra-ähnliche Gruppierungen. In den USA, dem Mutterland des Basketballs, gibt es bis heute keine Ultra-Gruppierungen.

## Kunst
- Dirk Laucke über sein Theaterprojekt „Ultras“ mit radikalen Fussballfans in Halle. Eine ganz normale Beschimpfung? Von Dirk Laucke.
- Metropol Theater. I Furiosi nach Nanni Balestrini. Das ist Kult. Von C.M.Meier.
- Männer, Fußball und Gewalt. „I Furiosi – Die Wütenden“, eine Inszenierung von Regisseur Sebastian Nübling, zu Gast im Bochumer Schauspielhaus. Von Karsten Schüle.
- Eine Kunsthistorikerin erklärt, warum Choreos zeitgenössische Kunstwerke sind. Von Donny le Duc.
- Fußballfans im Herbstsalon. Besprechung der Video-Installation 4. Halbzeit von Wermke/Leinkauf. Von Ralf Heck.

## Audio
- „Das sind gar keine Fans, das sind Chaoten“. Joachim Hermann im Gespräch mit Sarah Zerback. Deutschlandfunk.
- Ultragruppen kochen ihr eigenes Süppchen. Jonas Gabler im Gespräch mit Klaas Reese. Deutschlandfunk.
- Die Hippie-Hools vom Gezi-Park. Feature von Ralf Heck, James Steen und Bob Dilan. footballuprising.

## Interview
- »Das System muss implodieren«. Interview mit Kai Tippmann. Von Alex Raack. 11 Freunde.
- Das große Interview mit Fanforscher Jonas Gabler – TEIL I. Von Kim Heeß.fanzeit.
- Das große Interview mit Fanforscher Jonas Gabler – TEIL II. Von Kim Heeß. fanzeit.
- Ultrakultur ist nicht in erster Linie Gewaltkultur. Interview mit Gunter A. Pilz. Von Peter Römer. Transparent.
- Christoph Ruf über sein Buch „Kurvenrebellen“. Von Heiko Buschmann. RevierSport.
- Zwischen Rebellion und Affirmation, oder: Ultras sind politisch und auch wieder nicht. Interview mit Ralf Heck. Von Stefan Erhardt. Der tödliche Pass. Heft 79.
- Lieder der Revolte. Interview mit Ralf Heck. Von Florian Nussdorfer. fanzeit.